# San Lupo
San Lupo est une commune de la province de Bénévent dans la région Campanie en Italie.

## Administration
| Période                                  | Période  | Identité                 | Étiquette       | Qualité |
| ---------------------------------------- | -------- | ------------------------ | --------------- | ------- |
| 30 mai 2006                              | En cours | Irma Cristina De Angelis | Centro-Sinistra |         |
| Les données manquantes sont à compléter. |          |                          |                 |         |

### Communes limitrophes
Casalduni, Cerreto Sannita, Guardia Sanframondi, Ponte, Pontelandolfo, San Lorenzo Maggiore